# Mahō shōjo
|  | Aquest article tracta sobre el gènere d'anime i manga. Si cerqueu la pel·lícula espanyola de 2013, vegeu «Magical Girl». |

El Maho Shōjo, conegut també com a Magical Girl (Noia Màgica), és un gènere d'anime i manga que té com a tema principal nenes o noies que tenen algun objecte màgic o algun poder especial. Tal com observà C. Igelmo Sánchez, les noies màgiques tenen poders per regal o do diví, en contrast a les habilitats que aconsegueixen els personatges masculins en altres gèneres a causa d'un entrenament.
Amb Puella Magi Madoka Magica es va revolucionar el subgènere de la noia màgica obscura, sent inventat primer per Cutie Honey i Sailor Moon.

## Temes
Pel comú la trama del gènere Maho shōjo té les següents característiques: Les noies màgiques deuen per obligació protegir quelcom màgic, salvar el món, combatre o capturar criatures malignes (generalment vingudes d'un altre món o univers); al mateix temps que lidiar amb els problemes de la seva edat com ara l'escola o els nois. En molts casos són acompanyades per petites mascotes parlants. A més les noies màgiques tracten de no mostrar els seus poders davant dels altres.

## Llista d'animes i mangas del gènere Mahō shōjo
- Alice 19th
- Binan Kōkō Chikyū Bōei-bu LOVE!
- Cardcaptor Sakura; Sakura, la caçadora de cartes (1996-2000)
- Corrector Yui (1999)
- Cutie Honey (1973/1994/1997/2004/2018)
- Demashita! Powerpuff Girls Z (2006)
- Full moon wo sagashite (2002)
- Futari wa Pretty Cure (2004-Actualitat)
- Gakuen Alice
- Hana no Ko Run Run; Àngel, la nena de les flors; El misteri de la flor màgica; Lulú, la noia de les flors (1979)
- Mahōu Tsukai Sally; Sally la bruixota (1966/1989)
- Himitsu no Akko-chan; Els Secrets de Julie (1969/1988/1998)
- Kamichama Karin;(2007)
- Kamikaze Kaitō Jeanne; Jeanne, la lladre kamikaze (1998-2000)
- Lyrical Nanoha (2004-2007)
- Minky Momo; Les aventures de Gigi (1982)
- Magical Angel Creamy Mami; El fermall encantat (1983)
- Ojamajo Doremi; La màgica Do-Re-Mi (1998-2004)
- Shōjo Kakumei Utena; Utena la noia revolucionària (1997)
- Magic Knight Rayearth; Guerreres Màgiques (1994-1996)
- Majokko Megu-chan (1974)
- Marvelous Melmo (1971)
- Nurse Witch Komugi (2002)
- Pretty Sammy (1995)
- Princess Tutu; La Princesa Tutú (2002-2003)
- Puella Magi Madoka Magica (2011)
- Puni Puni Poemi
- Sailor Moon; Marinera Lluna (1992-1997/2014-2016)
- Jewelpet (2009-2015)
- Shugo Chara! (2007-2010)
- Kill la Kill (2013)
- Slayers (1995)
- Sugar Sugar Rune (2005-2006)
- Super Doll Licca Chan
- Tokyo Mew Mew; Mew Mew Power (2002-2003)
- Tonde Burin (1994)
- Ultra Maniac (2003)
- Uta Kata (2004)
- Wedding Peach; Fada Nupcial (1995-1996)
- Mermaid Melody; Pichi Pichi Pitch (2003-2005)
- Raimu Paruma; Lima Palm
- Kaitou Saint Tail; Saint Tail (1995-1996)
- Kumiko Magic Girl
- Nurse Angel Ririka Sos (1995-1996)